# Valenzana Mado
Maillots
Le Valenzana Mado Società Sportiva Dilettantistica, abrégé en ValenzanaMado SSD, est un club italien de football. Il est basé à Valenza dans la province d'Alexandrie. Il évolue en Promozione (D6) lors de la saison 2021-2022.

## Historique
- 1906 - fondation du club

Ancien logo

- 2009-2010 : Évolue en  Ligue Pro Deuxième Division

### Historique des noms
- 1908-1957 : Unione Sportiva Valenzana
- 1958-1962 : Valenzana Fulvius
- 1962-2001 : Unione Sportiva Valenzana
- 2001-2012 : Valenzana Calcio
- 2012- : ValenzanaMado Società Sportiva Dilettantistica